# Волкота (озеро)
Волкота — озеро в западной части Тверской области России, расположенное на территории Андреапольского района. Принадлежит бассейну Западной Двины. Находится на Валдайской возвышенности у Рвеницких гор Валдайской гряды, в 33 километрах к северо-западу от города Андреаполь. Высота над уровнем моря — 238,3 метра. Площадь водной поверхности — 3,2 км² (по другим данным — 2,65 км²). Длина береговой линии — 18 км. На западном берегу ранее находилась деревня Боброво-Лука. Через озеро протекает река Волкота, верхний приток Западной Двины.